# 大蛇螺
覆瓦小蛇螺（学名：Serpulorbis imbricatus），又名大蛇螺，是中腹足目蛇螺科Serpulorbis的一种。

## 分佈及棲息地
主要分布于韩国、台湾及中国大陆的東海和南海。
常栖息在潮间带到浅海的岩礁区。